# Genianthus syringifolius
Genianthus syringifolius är en oleanderväxtart som först beskrevs av Rudolf Schlechter, och fick sitt nu gällande namn av Ying Tsiang. Genianthus syringifolius ingår i släktet Genianthus och familjen oleanderväxter. Inga underarter finns listade i Catalogue of Life.